# Wheelin' and Dealin' (Asleep at the Wheel)
| Recensione       | Giudizio |
| ---------------- | -------- |
| AllMusic         | [ 1 ]    |
| Robert Christgau | B        |

Wheelin' and Dealin' è il quarto album discografico del gruppo musicale statunitense di country-rock Asleep at the Wheel, pubblicato dalla casa discografica Capitol Records nel 1976.

## Tracce

### LP
Lato A
1. Route 66 – 2:50 (Bobby Troup)
2. Miles and Miles of Texas – 3:03 (Tommy Carnfield, Diane Johnston)
3. The Trouble with Lovin' Today – 3:33 (Kevin Blackie Farrell)
4. Shout Wa Hey – 2:46 (Leroy Preston, James Haber)
5. Blues for Dixie – 3:58 (Oliver Wendell Mayo)

Lato B
1. Cajun Stripper – 2:27 (Rusty Kershaw, Doug Kershaw)
2. If I Can't Love You – 2:54 (Leroy Preston)
3. Lost Mind – 3:46 (Percy Mayfield)
4. They Raided the Joint – 4:05 (Joe Eldridge, Aristine Jackson, Hot Lips Page)
5. We've Gone as Far as We Can Go – 2:49 (Linda Hargrove)

## Formazione
- Ray Benson - voce, chitarra solista
- Chris O'Connell - voce, chitarra ritmica
- Leroy Preston - voce, chitarra ritmica
- Lucky Oceans - chitarra pedal steel, chitarra lap steel
- Link Davis, Jr. - sassofono tenore, sassofono alto, fiddle
- Floyd Domino - piano, organo
- Bill Mabry - fiddle
- Danny Levin - fiddle, mandolino elettrico
- Tony Garnier - contrabbasso, basso fender
- Scott Hennige - batteria

Altri musicisti
- Arnett Cobb - sassofono (brano: They Raided the Joint)
- Johnny Gimble - fiddle, mandolino elettrico
- Linda Hargrove - chitarra ritmica (brano: We've Gone as Far as We Can Go)
- Bucky Meadows - chitarra (brano: Miles and Miles of Texas)
- Tiny Moore - mandolino elettrico (brano: Blues for Dixie)
- Eldon Shamblin - chitarra ritmica (brano: Blues for Dixie)
- Denis Solee - sassofono alto, sassofono tenore, sassofono baritono
- Joel (Jo-El) Sonnier - accordion (brano: Cajun Stripper)

Note aggiuntive
- Asleep at the Wheel - produttori
- Tommy Allsup - co-produttore (per la Konawa Music Productions)
- Registrazioni effettuate il 31 marzo; 1, 5, 6 e 13 aprile, 1976 a Nashville (Tennessee)
- Mamoru Shimokochi - illustrazione copertina album originale
- Rick Rankin - fotografia[3]

## Classifica
Album
| Anno | Classifica         | Posizione raggiunta |
| ---- | ------------------ | ------------------- |
| 1976 | Billboard 200      | 179                 |
| 1976 | Top Country Albums | 19                  |

Singoli
| Anno | Titolo del brano              | Classifica        | Posizione raggiunta |
| ---- | ----------------------------- | ----------------- | ------------------- |
| 1976 | Route 66                      | Hot Country Songs | 48                  |
| 1977 | Miles and Miles of Texas      | Hot Country Songs | 38                  |
| 1977 | The Trouble with Lovin' Today | Hot Country Songs | 42                  |